# سطح کرونال
صفحه کرونال (Coronal View) در بیان جهت در آناتومی صفحه ایست عمودی که بدن یا دید بدن را به قسمت‌های پشتی (dorsal) و شکمی (ventral) تقسیم می‌کند. گاه به جای واژه "دید" در این موضوع از واژه‌های "برش" یا "مقطع"  نیز استفاده می‌شود .